# Veenglimmer
De veenglimmer (Orthonevra intermedia) is een vliegensoort uit de familie van de zweefvliegen (Syrphidae). De wetenschappelijke naam van de soort is voor het eerst geldig gepubliceerd in 1916 door Lundbeck.